# West Covina
West Covina je město v okresu Los Angeles County ve státě Kalifornie ve Spojených státech amerických. Nachází se v San Gabriel Valley, 31 kilometrů od centra Los Angeles. Na severovýchodě město sousedí s městem Covina, na severozápadě s městy Baldwin Park a Irwindale, na jihozápadě s městy La Puente a Valinda, na jihu s městem City of Industry, na východě s městem Ramona a na jihovýchodě s městem Walnut. 
K roku 2020 zde žilo 109 501 obyvatel. S celkovou rozlohou 42 km² byla hustota zalidnění 2 600 obyvatel na km². V Los Angeles County je West Covina 11. největší město, přičemž zároveň se jedná o 65. největší město v Kalifornii. Město se nachází v oblasti se středozemním podnebím s mimořádně teplými léty. 